# Courtedoux
Courtedoux é uma comuna da Suíça, situada no distrito de Porrentruy, no cantão de Jura. Tem 8,13 km² de área e sua população em 2018 foi estimada em 765 habitantes.